# Discurso de Hugo Chávez en la ONU de 2006

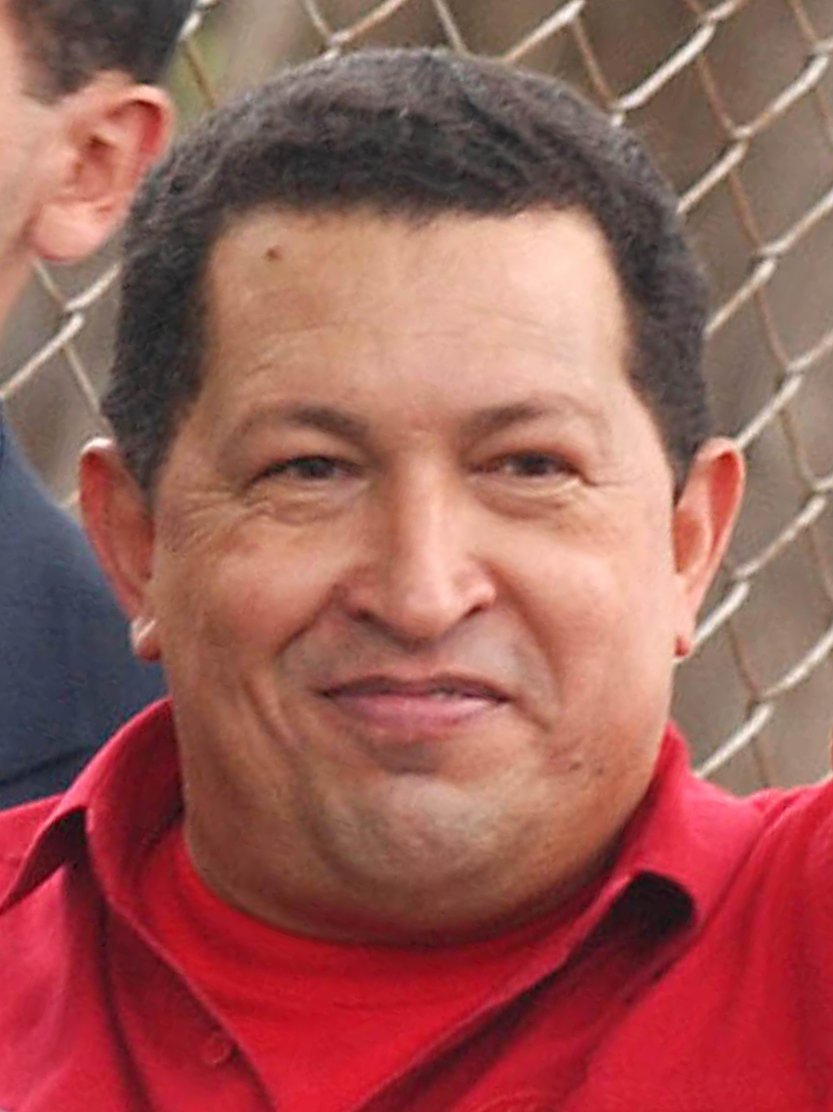
Hugo Chávez en 2006.

El 20 de septiembre de 2006 el presidente venezolano Hugo Chávez pronunció un discurso ante la Asamblea General de las Naciones Unidas condenando al presidente estadounidense George W. Bush, centrándose especialmente en política exterior.

## Discurso
Hablando un día después de que Bush se dirigiera a la misma sesión de la Asamblea General, Chávez anunció: «Ayer el diablo estuvo aquí ayer, huele a azufre todavía en esta mesa donde me ha tocado hablar». En ese momento, Chávez hizo la señal de la cruz, colocó las manos como si estuviera orando y miró brevemente hacia arriba como si invocara a Dios. Continuó: «Ayer señoras, señores, desde esta misma tribuna el Señor Presidente de los Estados Unidos, a quien yo llamo “el Diablo”, vino aquí hablando como dueño del mundo». Chávez también dijo que el presidente Bush «...vino (a la Asamblea General) a dar sus recetas para tratar de mantener el actual esquema de dominación, de explotación y de saqueo a los pueblos del mundo». Chávez comenzó su charla recomendando Hegemonía o supervivencia, de Noam Chomsky: «(Es un) excelente trabajo para entender lo que ha pasado en el mundo el siglo XX, lo que hoy está pasando y la más grande amenaza que se cierne sobre nuestro planeta». Citando el libro de Chomsky, Chávez explicó: «... desesperados esfuerzos por consolidar su sistema hegemónico de dominación. Nosotros no podemos permitir que eso ocurra, no podemos permitir que se instale la dictadura mundial, que se consolide pues, que se consolide la dictadura mundial». 

## Reacciones
El discurso recibió elogios internacionales debido en parte a la fuerte impopularidad mundial de las políticas de la administración de George W. Bush. Si bien el discurso fue recibido con un aplauso sostenido en la Asamblea General, e incluso de algunos en los Estados Unidos, particularmente en el ala izquierda, fue recibido con críticas bipartidistas abrasivas por parte de muchos funcionarios públicos y electos en los Estados Unidos. A pesar de las críticas que este discurso atrajo por parte de funcionarios estadounidenses, el discurso de Chávez ante la ONU se produjo en un momento en que el índice de aprobación del entonces presidente George W. Bush estaba en su nivel más bajo entre el público estadounidense, y el apoyo al discurso era mayor que el muchos expertos esperarían.

### Venezuela
Una encuesta de Zogby realizada en octubre de 2006, un mes después del discurso de Chávez, reveló que el 36̬ por ciento de los venezolanos encuestados dijo que el discurso los hacía sentir orgullosos de Chávez como su presidente, mientras que el 23 por ciento dijo que los hacía sentir avergonzados. Un 15 por ciento adicional se mostró indiferente, mientras que un 26 por ciento dijo que no estaba familiarizado con el discurso o no estaba seguro de qué pensar al respecto.

### Estados Unidos
Muchos políticos estadounidenses, de ambas cámaras del Congreso, emitieron una avalancha de comunicados de prensa en respuesta a las declaraciones de Chávez durante su discurso.
El expresidente Bill Clinton (demócrata por Arkansas) calificó la «demonización personal» como un «error» que sólo perjudicaría a Chávez y su país.
El representante Charles Rangel (demócrata por Nueva York) también afirmó en un comunicado de prensa que «George Bush es el presidente de los Estados Unidos y representa a todo el país. Cualquier ataque público degradante contra él es visto por los republicanos y los demócratas, y por todos los estadounidenses, como un ataque contra todos nosotros».
El senador Tom Harkin (demócrata por Iowa) calificó los comentarios de Chávez de «incendiarios».
En respuesta a las críticas políticas estadounidenses en la edición del 10 de octubre de 2006 de la revista Time, Chávez dijo que no estaba atacando a Bush, sino contraatacando. Chávez dijo que Bush había dicho cosas mucho peores sobre él, y que «Bush ha estado atacando al mundo, y no sólo con palabras, sino con bombas». Sostuvo que estaba reaccionando a lo que percibía como la «amenaza de un imperio estadounidense que utiliza a la ONU para justificar su agresión contra la mitad del mundo» y que quería «despertar a la opinión pública estadounidense y mundial».

### Ecuador
Rafael Correa, entonces candidato a la presidencia de Ecuador, dijo que llamar diablo a George Bush era un «insulto al diablo porque aunque es malicioso, (al menos) es inteligente». 